# IC 1398
IC 1398 је спирална галаксија у сазвјежђу Пегаз која се налази на листи објеката дубоког неба у Индекс каталогу.
Деклинација објекта је + 9° 28' 32" а ректасцензија 21h 45m 51,4s. Привидна величина (магнитуда) објекта IC 1398 износи 14,6 а фотографска магнитуда 15,3. IC 1398 је још познат и под ознакама MCG 1-55-9, CGCG 402-17, PGC 67306.